# Списък на обекти на световното наследство в Полша
Полски обекти в списъка на ЮНЕСКО са местата в Полша, включени списъка на обектите от световното културно и природно наследство на ЮНЕСКО. В момента Полша може да се похвали със 17 обекта в Международния списък за световна памет (15 културно наследство и 2 природно наследство) и още 5 обекта, които са в списъка на чакащите.

## Полски обекти в списъка на ЮНЕСКО
| Обект | Снимка | Локализация | Тип (заедно с критериите) | Площ (в хектари) | Година           | Номер |
| --- | ------ | --- | ------------------------- | ---------------- | ---------------- | ----- |
| Стар град в Краков |        | Краков (Малополско войводство)                                                                                         | Културно (iv)             | 149,65           | 1978             | 29    |
| Кралски солни мини във Величка и Бохня |        | Величка, Бохня (Малополско войводство)                                                                                 | Културно (iv)             | 1 104,947        | 1978, 2008, 2013 | 32    |
| Аушвиц-Биркенау. Германски нацистки концентрационен лагер на смъртта в окупирана Полша 1940 – 1945 |        | Освиенцим, Бжежинка (Малополско войводство)                                                                            | Културно (vi)             | 191,97           | 1979             | 31    |
| Беловежки национален парк (вписан като общ обект с Беларус) |        | община Бяловежа, община Наревка (Подляско войводство)                                                                  | Природно (ix, x)          | 141,885          | 1979, 1992, 2014 | 33    |
| Стар град във Варшава |        | Варшава (Мазовско войводство)                                                                                          | Културно (ii, vi)         | 25,93            | 1980             | 30    |
| Стар град в Замошч |        | Замошч (Люблинско войводство)                                                                                          | Културно (iv)             | 75,0391          | 1992             | 564   |
| Средновековен градски комплекс на Торун |        | Торун (Куявско-Поморско войводство)                                                                                    | Културно (ii, iv)         | 48               | 1997             | 835   |
| Замък на кръстоносците в Малборк |        | Малборк (Поморско войводство)                                                                                          | Културно (ii, iii, iv)    | 18,038           | 1997             | 847   |
| Калвария Зебжидовска – маниеристичен архитектурно-ландшафтен комплекс и поклоннически парк |        | Калвария Зебжидовска (Малополско войводство)                                                                           | Културно (ii, iv)         | 380              | 1999             | 905   |
| Църкви на мира в Явор и Швидница |        | Явор, Швидница (Долносилезийско войводство)                                                                            | Културно (iii, iv, vi)    | 0,23             | 2001             | 1054  |
| Дървените църкви в южна Малополска – Бинарова, Близне, Дембно, Хачув, Липница Мурована, Сенкова |        | Бинарова, Дембно, Липница Долна, Сенкова (Малополско войводство), Близне,Хачув (Подкарпатско войводство)               | Културно (iii, iv)        | 8,26             | 2003             | 1053  |
| Парк Мужаковски |        | Ленкница (Люблинско войводство)                                                                                        | Културно (i, iv)          | 348              | 2004             | 1127  |
| Зала на века във Вроцлав |        | Вроцлав (Долносилезийско войводство)                                                                                   | Културно (i, ii, iv)      | 36,69            | 2006             | 1165  |
| Дървените църкви в полския и украинския регион на Карпатите |        | Бринари, Квятон, Овчари, Поврожни (Малополско войводство), Хотинец, Радруж, Смолник, Тужанск (Подкарпатско войводство) | Културно (iii, iv)        | 7,03             | 2013             | 1424  |
| Оловни, цинкови и сребърни мини със система за управление на подземните води в Тарновске гури |        | Тарновские Гури, Битом, Зброславице (Силезийско войводство)                                                            | Културно (i, ii, iv)      | 1 672,76         | 2017             | 1539  |
| Кшемьонковски регион за праисторическо добиване на ивичест кремък |        | Швентокшиско войводство                                                                                                | Културно (iii, iv)        | 349,2            | 2019             | 1599  |
| Древни и първични букови гори в Карпатите и в други региони на Европа – трансграничен обект, разположен на територията на Албания, Австрия, Белгия, Босна и Херцеговина, България, Хърватия, Чехия, Франция, Испания, Северна Македония, Германия, Полша, Румъния , Словакия, Словения, Швейцария, Украйна и Италия |        | Подкарпатско войводство                                                                                                | Природно (ix)             | 3300             | 2021             | 1133  |

## Обекти от информационния списък
| Обект                                                                         | Снимка | Локализация                               | Тип (заедно с критериите) | Година | Номер |
| ----------------------------------------------------------------------------- | ------ | ----------------------------------------- | ------------------------- | ------ | ----- |
| Гданск – градът на свободата и паметта                                        |        | Гданск, Поморско войводство               | Културно (ii, iv, vi)     | 2005   | 530   |
| Аугустовски канал                                                             |        | Аугустов, Подляско войводство             | Културно                  | 2006   | 2101  |
| Пенинската долина на Дунаец                                                   |        | Малополско войводство                     | Природно                  | 2006   | 2102  |
| Модернистичният център на Гдиня – пример за изграждане на интегрирана общност |        | Гдиня, Поморско войводство                | Културно ii, iv, v)       | 2019   | 6431  |
| Фабрика за хартия в Душники-Здруй                                             |        | Душники-Здруй, Долносилезийско войводство | Културно (iii, iv)        | 2019   | 6439  |